# Municipio de Foxhome
El municipio de Foxhome (en inglés: Foxhome Township) es un municipio ubicado en el condado de Wilkin en el estado estadounidense de Minnesota. En el año 2010 tenía una población de 103 habitantes y una densidad poblacional de 1,14 personas por km².

## Geografía
El municipio de Foxhome se encuentra ubicado en las coordenadas 46°13′54″N 96°19′3″O / 46.23167, -96.31750. Según la Oficina del Censo de los Estados Unidos, el municipio tiene una superficie total de 90.52 km², de la cual 90,51 km² corresponden a tierra firme y (0,01 %) 0,01 km² es agua.

## Demografía
Según el censo de 2010, había 103 personas residiendo en el municipio de Foxhome. La densidad de población era de 1,14 hab./km². De los 103 habitantes, el municipio de Foxhome estaba compuesto por el 98,06 % blancos, el 0,97 % eran amerindios y el 0,97 % eran de una mezcla de razas. Del total de la población el 0 % eran hispanos o latinos de cualquier raza.